# Liste der Biografien/Wap
Liste der Biografien |
Portal Biografien |
Personensuche
# |
A |
B |
C |
D |
E |
F |
G |
H |
I |
J |
K |
L |
M |
N |
O |
P |
Q |
R |
S |
T |
U |
V |
W |
X |
Y |
Z |
?
 
Wa |
Wc |
Wd |
We |
Wh |
Wi |
Wj |
Wl |
Wn |
Wo |
Wr |
Ws |
Wt |
Wu |
Ww |
Wy |
Wz
 
Waa |
Wab |
Wac |
Wad |
Wae |
Waf |
Wag |
Wah |
Wai |
Waj |
Wak |
Wal |
Wam |
Wan |
Wao |
Wap |
Waq |
War |
Was |
Wat |
Wau |
Wav |
Waw |
Wax |
Way |
Waz
Die Liste der Biografien führt alle Personen auf, die in der deutschsprachigen Wikipedia einen Artikel haben. Dieses ist eine Teilliste mit 34 Einträgen von Personen, deren Namen mit den Buchstaben „Wap“ beginnt.

## Wap

### Wapa
- Wapakhabulo, James (1945–2004), ugandischer Politiker

### Wape
- Wapenhensch, Wilhelm (1899–1964), deutscher Pianist, Organist, Dirigent und Komponist

### Wapi
- Wapirow, Anatoli Petrowitsch (* 1947), russischer Jazzklarinettist und -saxophonist, Komponist
- Wapixana, Joênia (* 1974), brasilianische Rechtsanwältin, Politikerin, Sozialkritikerin

### Wapl
- Wapler, Christoph (* 1969), deutscher Jurist und Politiker (Bündnis 90/Die Grünen), MdA
- Wapler, Friederike (* 1971), deutsche Rechtswissenschaftlerin und Hochschullehrerin
- Waplington, Nick (* 1965), englischer Fotograf

### Wapn
- Wapnewski, Peter (1922–2012), deutscher Altgermanist
- Wapnick, Craig (* 1970), südafrikanischer Squashspieler
- Wapnick, Kenneth (1942–2013), amerikanischer Psychologe, Psychotherapeut, Autor und LehrerKenneth Wapnick (1942–2013)

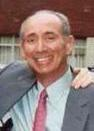
Kenneth Wapnick (1942–2013)

- Wapnik, Wladimir Naumowitsch (* 1936), sowjetisch-amerikanischer Mathematiker

### Wapo
- Wapowski, Bernard (1450–1535), polnischer Kartograf

### Wapp
- Wapp, Stephan, Schweizer Badmintonspieler
- Wapp, Thomas (* 1972), Schweizer Badmintonspieler
- Wappäus, Adolph Heinrich (1814–1904), deutscher Kaufmann und Inhaber der Reederei A. H. Wappäus
- Wappäus, Georg Heinrich (1776–1836), Reedereigründer
- Wappäus, Johann Eduard (1812–1879), deutscher Geograph und Autor
- Wappel, Gord (* 1958), kanadischer Eishockeyspieler
- Wappenhans, Waldemar (1893–1967), deutscher Generalleutnant der Polizei sowie SS- und Polizeiführer, MdL
- Wappers, Gustave (1803–1874), belgischer Maler
- Wappes, Lorenz (1860–1952), deutscher Forstwissenschaftler und bayerisch-pfälzischer Beamter
- Wappis, Elisabeth (* 1952), österreichische Lehrerin und Politikerin (ÖVP), Abgeordnete zum Nationalrat
- Wappler, Albert (1927–2002), deutscher Politiker (SED), MdV, Gewerkschafter
- Wappler, Anton (1823–1887), römisch-katholischer Theologe
- Wappler, Erich (1926–1974), deutscher SED-Funktionär, Leiter der Abteilung Planung und Finanzen des ZK der SED
- Wappler, Ingolf (* 1970), deutscher Politiker (CDU), MdL
- Wappler, Max (1860–1932), deutscher Heimatforscher
- Wappler, Mike (* 1955), deutscher Hochstapler
- Wappler, Nathalie (* 1968), schweizerisch-deutsche Journalistin
- Wappmann-Sulzer, Barbara (* 1941), Schweizer Blockflötistin
- Wappmannsberger, Bartholomäus (1894–1984), deutscher Maler

### Waps
- Wapstra, Aaldert (1922–2006), niederländischer Physiker

### Wapz
- Wapzarow, Jonko († 1939), bulgarischer Freiheitskämpfer und Politiker
- Wapzarow, Nikola (1909–1942), bulgarischer Dichter